# 7e eeuw v.Chr.
De 7e eeuw v. Chr. (van de christelijke jaartelling) is de 7e periode van 100 jaar, dus bestaande uit de jaren 700 tot en met 601 v.Chr. De 7e eeuw voordat Jezus Christus geboren is. De 7e eeuw v. Chr. behoort tot het 1e millennium v.Chr.

## Gebeurtenissen en ontwikkelingen

### Mesopotamië

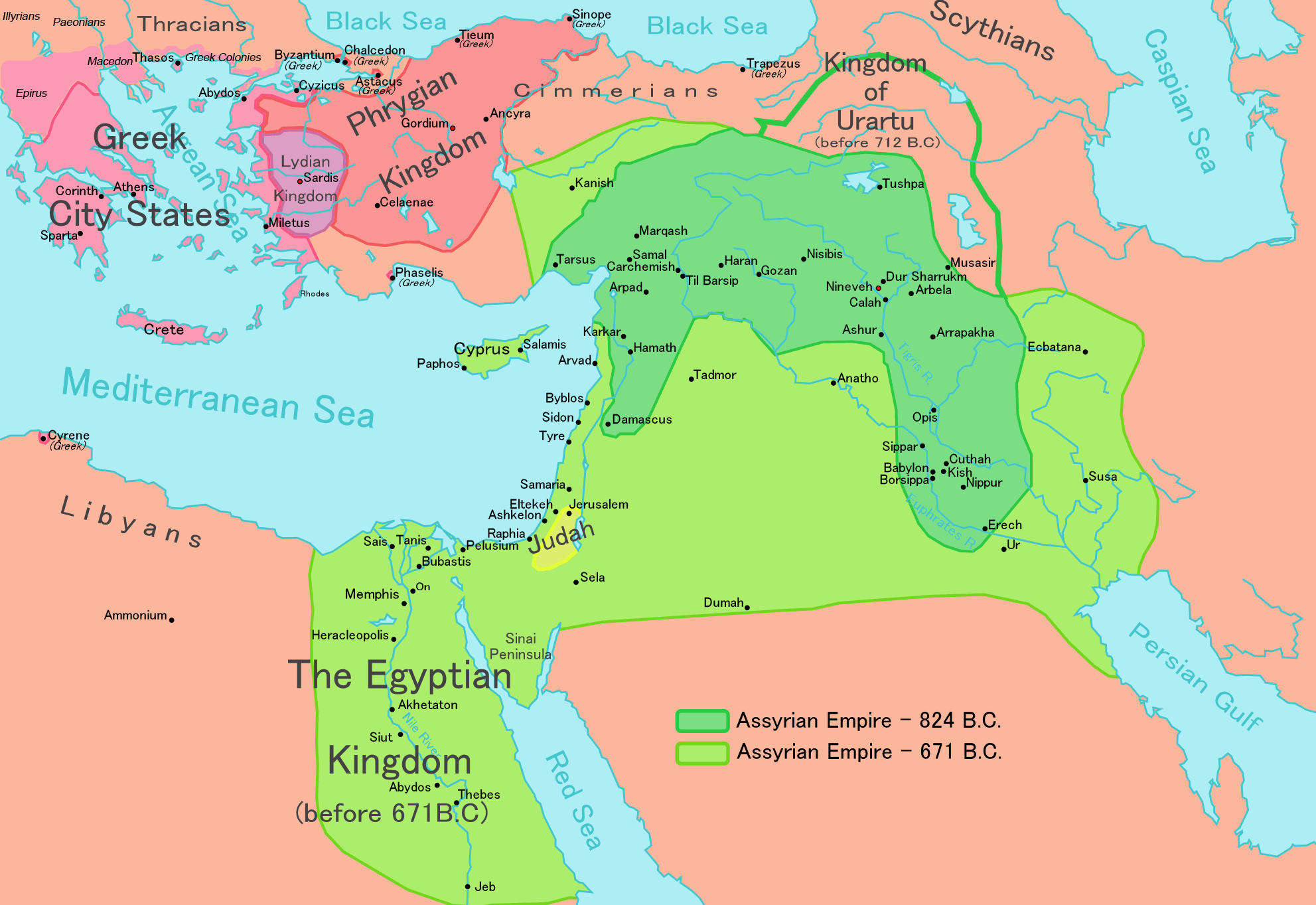
Assyrische Rijk rond 671 v.Chr.

- 694-689 v.Chr. : Assyrisch-Elamitische oorlog. De oorlog eindigt met de vernietiging van Babylon. Een nieuw rijk ziet het daglicht, het Medische Rijk.
- 681 v.Chr. : Koning Sennacherib wordt vermoord, hij wordt opgevolgd door zijn zoon Esarhaddon.
- 676 v.Chr. : Esarhaddon verslaat de Cimmeriërs.
- 675 v.Chr. : De Elamieten vallen opnieuw Babylon binnen. Beide partijen sluiten vrede.
- 673-672 v.Chr. : Esarhaddon valt Egypte binnen, dit betekent het einde van de 25e dynastie van Egypte.
- 669 v.Chr. : Esarhaddon sterft, Assurbanipal wordt koning van Assyrië en zijn andere zoon Shamash-shum-ukin, koning van Babylonië.
- 653-647 v.Chr. : Assyrisch-Elamitische oorlog. Shamash-shum-ukin komt in opstand tegen zijn broer Assurbanipal en krijgt daarbij steun van de Elamieten. De oorlog eindigt met de vernietiging van Susa.
- circa 631 v.Chr. : Assurbanipal sterft, hij wordt opgevolgd door zijn zoon Ashur-etil-ilani.
- 627 v.Chr. : Sin-shar-ishkun volgt zijn broer op in Assyrië
- 626 v.Chr. : Nabopolassar grijpt de macht in Babylonië, het begin van het Nieuw-Babylonische Rijk.
- 612 v.Chr. : Val van Nineve. Samen met de Meden en de Scythen verovert Nabopolassar de hoofdstad van het Assyrische Rijk.
- 609 v.Chr. : Het Assyrische Rijk houdt op te bestaan.
- 605 v.Chr. : Nabopolassar sterft, hij wordt opgevolgd door zijn zoon Nebukadnezar II.

### Middellandse Zeegebied
- Lydië is een van de eerste staten die munten uitgeeft. Deze revolutionaire uitvinding wordt direct overgenomen door Milete en Ephesus, Griekse kuststeden die nauw contact onderhouden met Lydië.
- De eerste apoikiai worden in Anatolië, of Klein-Azië, gesticht. Daarnaast stichten de Grieken apoikiai aan de kust rond de Zwarte Zee, Thracië, Magna Graecia aan de Middellandse Zee: Sicilië en het zuiden van Italië en Frankrijk, Syrië tot en met Spanje en Egypte.
- De Grieken brengen de kunst van het wijn maken naar Italië.

### China
- Vroege Periode van Lente en Herfst.

### Europa
Griekenland
- De Griekse landbouwkolonies in het westen (Zuid-Italië en Sicilië) bereiken zulk een peil van welstand , dat ze zich voortaan op handel kunnen toeleggen. Landbouwproducten uit Sicilië kunnen geruild worden voor allerlei waren uit het Griekse moederland, maar ook uit Etrurië en Carthago.
- De oude landadel heeft afgedaan, als eenmaal de handeldrijvende klasse tegen diens voorbijgestreefde privileges in opstand komt. In de meeste steden wordt de crisis opgelost door de instelling van de tirannie, de beroemde tirannen op Sicilië dateren van ruwweg 650 tot 550 v.Chr.
- De Grieken stichten verschillende koloniesteden aan de kusten van de Zwarte Zee, zoals Tomi en Histria.
- In Griekenland ontstaan de Amphorea-schilderkunst en de Dorische orde, de oudste van de klassieke Griekse bouwstijlen.

Romeins koninkrijk
- De belangrijkste technologische innovatie te Rome is waarschijnlijk de aanleg van de Cloaca Maxima onder de Etruskische koning Lucius Tarquinius Priscus. Hierdoor wordt onder andere de plaats waar het Forum Romanum zal komen, droog gelegd.

West-Europa
- De Kelten bevolken het huidige Frankrijk.

<< · 699-690 · 689-680 · 679-670 · 669-660 · 659-650 · 649-640 · 639-630 · 629-620 · 619-610 · 609-600 · >>
<< · 10e · 9e · 8e · 7e · 6e · 5e · 4e · 3e · 2e · 1e · >>